# Portrait de femme (roman)
 (janvier 2022).
- Si vous ne connaissez pas le sujet, laissez ce bandeau (vous pouvez alors contacter les auteurs).
- Si vous supprimez le contenu mis en cause (vous pouvez préalablement contacter les auteurs),

argumentez précisément cette suppression dans la page de discussion
(un manque de référence n'est pas un argument ; une recherche réelle de référence doit avoir été effectuée, être formellement documentée).
Pour les articles homonymes, voir Portrait de femme.
Portrait de femme (The Portrait of a Lady) est un roman d'Henry James, d'abord publié sous forme de feuilleton dans l'Atlantic Monthly et Macmillan's Magazine en 1880-1881, puis en volume en octobre de cette dernière année. Selon le critique littéraire Harold Bloom, il s'agirait là du portrait de l'écrivain en femme.

## Résumé
Après la mort de son père, Isabel Archer se retrouve en possession d'un maigre revenu. Originaire d'Albany, New York, elle est invitée par sa tante maternelle, Lydia Touchett, à visiter l'Europe, en commençant par Gardencourt, la propriété anglaise appartenant à son mari, banquier américain installé de longue date en Europe et philanthrope. Elle y rencontre son cousin Ralph Touchett, malade, mais aimable compagnon de conversation, et un voisin de la famille, Lord Warburton, qui s'intéresse aussitôt à elle.  Ce dernier n'est pas seul. D'Amérique, l'énergique entrepreneur Caspar Goodwood  l'a suivie pour lui demander de nouveau sa main. 
À Gardencourt, elle rencontre une autre invitée, Mme Merle, une femme brillante qui semble encourager la jeune Isabel dans ses aspirations. L'oncle d'Isabel meurt et lui laisse, à la surprise générale, une vaste fortune. Mme Merle est une intrigante qui fait bientôt tomber la jeune fille dans les filets de Gilbert Osmond. Cet expatrié américain, séducteur et despotique, l'épouse. S'amorcent alors plusieurs années de malheur et d'humiliations auxquelles assistent impuissants tous ses proches. Mais la maladie de Ralph Touchett s'est aggravée et lorsque Isabel se rend à son chevet en Angleterre, elle en sait déjà beaucoup sur la duplicité de Mme Merle et de Gilbert Osmond. Elle peut maintenant envisager de se libérer définitivement de leur emprise quand Goodwood lui renouvelle l'expression de son amour. Fidèle à ses promesses, à son destin, à ses vœux, Isabel retourne auprès de son époux à Rome, laissant Caspar désemparé.

## Contexte
1876 est la seule date fournie. L'action est supposée se dérouler en deux périodes, 1872 et 1873, puis 1876-1877. Les événements économiques, politiques ou sociaux dans les trois pays concernés (Royaume-Uni (Londres, vallée de la Tamise), France (Paris), Italie (Rome, Florence)) ne sont ni évoqués ni suggérés. Le voyage en Orient de Warburton ne se réfère également à aucun problème particulier.
Les déplacements (secondaires) se font à pied, à cheval, en calèche, en voiture hippomobile, en train, en bateau (pour la traversée de la Manche, au moins, et l'Atlantique). Le long voyage de Warburton en Grèce, Turquie et Asie Mineure reste très flou. Les séjours éventuels de Ralph à Alger sont traités en une ligne. Pour les communications, outre le télégraphe, le courrier manuscrit est plutôt transmis par porteur.
Le texte, de 1880-1881, s'attache peu aux détails réalistes, autres que décoratifs. Ni les logis, ni les vêtements ni les repas, par exemple, ne sont décrits à la manière de Flaubert, Maupassant ou Zola, ou des romanciers réalistes anglais.
Les gens de peu qui accompagnent les personnages principaux (domestiques, employés, serviteurs) sont à peu près absents. Les seules figures conservées sont les deux religieuses du couvent de Pansy (la fille d'Osmond), la femme de chambre d'Isabel Archer (qu'on veut croire retenue à Calais, alors qu'elle s'occupe de récupérer tous les bagages à Charing Cross), un cocher, un serviteur, un commerçant. Le Docteur Sir Matthew Hope semble la seule personne « respectable » à exercer une profession à temps plein.
Les gens de qualité, dont il est question, sont des membres d'une toute petite minorité privilégiée, favorisée, désintéressée, cultivée : « nous sommes tous charmants » (Amy, p. 318), intelligents, ouverts au monde de l'art, aux conversations mondaines. L'Amérique (du Vermont ou de la Nouvelle-Angleterre) cultive une image de liberté, de démocratie, de modernité. L'Europe a au contraire une image d'ancien monde, plein de contraintes, de conventions passéistes, d’« orgueil et préjugés », d'inégalités, au moins pour Henrietta Stackpole. « Vous êtes trop exigeants, trop indolents et trop riches » (p. 16). Warburton est un pair d'Angleterre qui cherche presque à débarrasser l'aristocratie de ses privilèges, ce qui permet des discussions intéressantes entre autres avec Ralph. Personne ne pense à l'argent ou aux dépenses, mais chacun est intéressé par le niveau de ses revenus, de ses rentes : Isabel est de fait dotée, Rosier le prétendant de Pansy, est amené à brader sa collection pour afficher un revenu suffisant.
À la mort de Mr Touchett, Mrs Touchett vend la maison londonienne de Winchester Square, où elle recevait des amis, pendant que des amis résidaient à l'hôtel Pratt. Elle habite plus souvent désormais le Palazzo Crescentini, à Florence. Gilbert Osmond habite à Florence une villa ancienne intéressante (biface) sur la vallée de l'Arno, assez loin de la ville, puis après son mariage habite le Palazzo Rocanera, à Rome. Les Touchett vont à l'hôtel à Paris, Rome, San Remo.

## Narration
Le narrateur, anonyme, extérieur à l'action, omniscient, ironique parfois, s'adresse parcimonieusement au lecteur : « notre frémissante héroïne » (p. 67), « rendons-lui justice » (p. 326), « je n'essaierai pas de relater dans sa plénitude » (p. 336), « nous qui en savons plus que sa cousine sur le malheureux R. croyons que... » (p. 395), « par-dessus son épaule, nous lisons une brève requête » (p. 531), « le travail mental de cette jeune femme ne manquait pas de bizarrerie et je le décris simplement tel que je le vois, sans grand espoir de lui prêter beaucoup de naturel » (p. 366).
Le narrateur cède la place la plupart du temps à ses personnages : dialogues, discours indirect libre, monologue intérieur plutôt que courant de conscience, davantage Jane Austen que Virginia Woolf.

## Personnages
Les trois premiers personnages (dans l'ordre du récit) sont masculins, en « cinq à huit », pour une « cérémonie du thé » :
- M. Touchett, Daniel Tracy Touchett, 60 ans, américain de Rutland (Vermont), depuis 30 ans en Angleterre, propriétaire d'un vieux manoir anglais (Gardencourt) à briques rouges, dans la vallée de la Tamise, assez loin de Londres. « Âgé, infirme, il ne quitte pas son fauteuil », en compagnie d'un chien terrier Banchie et d'un collie, mais il continue à gérer ou surveiller la filiale anglaise de sa banque.
- Ralph, Ralph Touchett, son fils unique, environ 35 ans, « le jeune homme disgracié », souffrant d'une maladie pulmonaire, sans doute de phtisie, impropre désormais à tout emploi. Il a besoin de climat chaud et sec, comme Alger, par exemple, mais il reste longtemps auprès de son père.
- Lord Warburton, « Sa Seigneurie », grand propriétaire, grand radical, pair d'Angleterre, 35 ans, « radical de la haute société ». Cet unique ami et confident de Ralph possède une résidence à Lockleigh et quelques autres. Il a deux frères (dont Lord Haycock) et quatre sœurs, dont deux encore non mariées, nommées Molyneux, « ni originales ni morbides, (…) bienveillantes ». Ce « beau spécimen d'une classe supérieure » (p. 339), « aimable, puissant, chevaleresque » (p. 340) accompagne Isabel dans des chevauchées et l'invite dans son château, sans succès.

Arrivent de manière impromptue les trois premiers personnages féminins :
- Mrs Touchett, de retour d'Amérique, la soixantaine, indépendante : « notre extravagante tante Lydia » (p. 33) passe un mois en Angleterre près de son mari, quelques mois aux États-Unis en famille, et le reste dans son palais florentin. Elle se montre paternelle voire paternaliste avec son fils unique, et avec sa nièce : « telle que je suis, une vieille ennuyeuse, têtue et à l'esprit étroit » (p. 258).
- Miss Isabel Archer, 23 ans, d'Albany (New York), fille de la sœur de Lydia, qui vient de décéder, et de père disparu depuis longtemps. Élevée dans la maison de sa grand-mère, spéciale, trop bourgeoise, digne d'admiration. Elle a deux sœurs : Lilian, pleine de sens pratique, mariée à Edmund Ludlow, réputé mal élevé, vient passer quelques mois chez Isabel mariée, avec ses enfants, et Edith (beauté, génie, danse), mariée à Keyes. Isabel, qui a déjà effectué trois voyages en Europe, est une lectrice assidue, ce qui selon sa tante serait une marque de propension à l'ennui. Elle est réputée intelligente, profonde, naturelle, impétueuse, parfois présomptueuse, parfois effarouchée : élite, équilibre, innocence, dogmatisme, revendication d'indépendance. Lydia peut vouloir, comme pour son fils, « l'escorter, mériter l'honneur de l'avoir formée », même si celle-ci paraît rétive à ses positions.
- Madame Serena Merle, américaine, cinquantenaire sans doute, grande blonde, sans enfant, intelligente, cultivée, raffinée, sage, libre, peintre, pianiste, (très et trop) sociable, trop parfaite (p. 294), mondaine, splendide de « richesses intérieures [et/ou] vierge d'imperfections » selon Ralph : « Je suis constellé comme un léopard. Mais Mme Merle, rien, rien et rien. (…) Elle est la quintessence du monde  des mondains ». Isabel admire sa perfection et s'attache à elle et à ses conseils. Le narrateur l'estime « presque aussi universellement appréciée que les fatalités mielleuses d'un roman nouvellement sorti ».

Entrent ensuite en scène, en Angleterre, divers amis d'Isabel, anciens ou récents :
- Edward Rosier (Ned), « pas grande envergure, (…) les dimensions d'un mouchoir de poche » (p. 478), « raseur » (p. 481). Amoureux de Pansy d'un amour partagé, mais repoussé par le père pour revenus insuffisants, il vend sa collection d'objets, pour 50 000 dollars, dans l'espoir d'être apprécié à sa juste valeur.
  - ses amis Mr et Mrs Luce.
- Caspar Goodwood, gentilhomme bostonien, directeur d'une filature de coton, meneur d'homme, amoureux d'Isabel, sportif, puissant, postulant fidèle, voire insistant.
- Miss Henriette Stackpole, femme de lettres américaine, correspondante en Europe d'un magazine américain, trentenaire sans doute, célibataire, « nette, blonde, pétillante », amie de Lilian, puis amie d'Isabel, pas toujours appréciée : moderniste, féministe, indépendante, intrusive, arrogante, « aventurière et raseuse » (selon Lydia), « Miss Je-sais-tout » (Ralph, p. 330), « faute de pouvoir respirer Miss Stackpole comme une rose, on devait l'empoigner comme une ortie » (Merle, p. 329). 
  - Elle s'éprend progressivement de Robert (Bob) Bantling, « quadragénaire souriant, solide, onctueux, admirablement habillé et universellement informé » (p. 167), « organisme assez simple » (p. 171). Sa sœur, Lady Pensil, propriétaire dans le Bedfordshire, reste susceptible d'accueillir Henriette. Il fréquente quelques amis américains de passage, dont les Climber.

En Italie, interviennent les trois derniers personnages :
- Gilbert Osmond (p. 232), américain « mal défini », élevé par une femme seule, la Corinne américaine (p. 328), vivant seul à Florence, « pauvre et honnête, (…) original sans être excentrique », peintre ou dessinateur. Lydia reproche à Isabel de « se contenter d'un obscur dilettante américain, d'un veuf entre deux âges, pourvu d'une fille mystérieuse et d'un revenu incertain » (p. 321). « Horreur de la vulgarité, (…) urbanité flottante », réserve, timidité, recherche d'harmonie, « renoncement étudié » volontaire... Il est réputé « conduit à vivre replié sur lui-même, dans un monde choisi, raréfié, artificiel, où seuls comptent l'art, l'histoire et la beauté » (p. 306). Il dit même à Isabel : « [je suis] écœuré par mon goût délicieux »  (p. 384).
- Miss Pansy Osmond, fille unique, 15 ans à son entrée en scène, 19 en fin de texte, dont dix ans au couvent (au moins). En « dépendance totale », elle est chaperonnée, surprotégée par Mme Merle, et très vite attachée à Isabel. « La plus délicieuse enfant, mais très limitée » (Isabel, p. 478) est « douce, inoffensive, effrontée, (…) ingénieusement passive et docile avec imagination » (p. 474), « feuille blanche, (…) une petite sainte du ciel » (p. 312), « la jeune fille idéale des romans étrangers, (…) l'ingénue chérie du théâtre français » (Isabel, p. 326).
- La comtesse Amy Gemini, sœur de Gilbert Osmond, donc américaine, plutôt indépendante, objet de rumeurs, et d'une « terrible prodigalité », peu reçue par son frère, jamais reçue par Mrs Touchett, « mariée à un comte italien alors désargenté », et qui lui coupe les finances, si nécessaire, « pas évaporée, (…) très accommodée à la société italienne ».

## Psychologie
- Si vous ne connaissez pas le sujet, laissez ce bandeau (vous pouvez alors contacter les auteurs).
- Si vous supprimez le contenu mis en cause (vous pouvez préalablement contacter les auteurs),

argumentez précisément cette suppression dans la page de discussion
(un manque de référence n'est pas un argument ; une recherche réelle de référence doit avoir été effectuée, être formellement documentée).
Le texte trace plusieurs portraits féminins et masculins, globalement pessimistes. Le corps est à peu près absent, sauf pour les deux hommes Touchett, maladifs. Outre les chevauchées, et les regards, les seuls contacts physiques sont les serrements de mains, et, pour le plus entreprenant, Caspar, le rapide et unique baiser,² presque final. Entre-temps, Isabel mariée a eu un enfant mort dans sa première année, mais toute sensualité ou sexualité est traitée en dix lignes.
Isabel a une relation émotionnelle privilégiée intense (mais peu développée) avec son « oncle » infirme, ce qui motive la part d'héritage qu'il envisage de lui attribuer, et que son cousin Ralph propose de gonfler, pour qu'elle puisse disposer d'un revenu suffisant.
Ralph a un « volumineux bric à brac » (p. 167), une remarquable collection de tableaux, et dispose, semble-t-il, de son propre orchestre de musique de danse, puisque l'histoire des supports d'enregistrement sonore débute en 1877. Un premier scénario, imaginé au moins par le lecteur, serait un mariage en famille avec Isabel : « [Vous demander en mariage ?] Je tuerais la volaille qui me fournit le matériel des mes omelettes inimitables. J'utilise cet animal comme sujet des mes folles illusions ? Je veux dire que je vais pouvoir observer, tout frissonnant d'émotion, ce que va faire une jeune femme qui ne veut pas épouser Lord Warburton » (p. 176). Tout aussi sérieusement que cette « dérision mélancolique », ce célibataire névrosé sait qu'il a peu à offrir à sa cousine : « À quoi bon être malade, invalide et condamné à vivre en simple spectateur de la vie, si je ne peux réellement voir le spectacle dont le billet m'a coûté si cher » (p. 175) ? 
Ralph déclare à Isabel : « Vous ne pouvez me tourmenter. Je suis immunisé. (…) N'essayez pas de vous former le caractère : autant essayer d'ouvrir de force un bouton de rose tendre et délicat » (p. 261). Il souhaite la voir évoluer, découvrir le monde et les hommes, décider seule de sa vie : si elle est « faible » et n'a pas l'envergure, il sera simplement « affreusement refait » (p. 262). Sans aucune jalousie, il sait que le mariage avec son ami Warburton est la solution idéale, mais hélas trop rapide, alors que son tour d'Europe commence seulement. Il en est de même pour Caspar Goodwood, auquel elle demande une année d'attente sans certitude : « elle nous mystifie tous. [...] Elle est embarquée dans une expédition d'exploration » (Ralph, p. 322).
Quand elle rencontre Gilbert Osmond, elle est sincèrement éprise : « M. Osmond est simplement un homme très solitaire, très cultivé et très honnête ; il n'est pas un propriétaire fabuleux » (p. 406). Avec son « ardente bonne foi, (…) envoûtée par son charme », elle l'aime, elle ne sent que « la noblesse et la pureté » quand il lui déclare : « Vous êtes remarquablement fraîche et je suis remarquablement aguerri » (p. 411), et « Soyez heureuse et soyez triomphante ! » (p. 362). Elle croit ou sait alors rejoindre la cohorte des « femmes salvatrices » ; elle se veut « donatrice » pour un homme qui le mérite, d'autant que la relation à sa belle-fille est très bonne, et que Mme Merle joue un rôle obscur.
Ralph « ne pouvait ni acquiescer avec sincérité ni protester avec espoir » (p. 396) le mariage avec ce « dilettante stérile » (p. 404), « égotiste, impécunieux, âpre ». Ralph reproche à Isabel d'aimer l’« ami de Mme Merle » (p. 389) « non pour ses atouts réels mais pour ses déficiences métamorphosées en distinctions » (p. 406). Mais on reste entre gens du monde : pour Ralph, Osmond devient même un « partenaire délicieux » (p. 357), « un représentant plutôt brillant de l'amateurisme », tandis qu' Osmond continue à se comporter avec « l'urbanité propre à l'homme conscient de son succès pour celui qui sait avoir raté » (p. 461) : « votre cousin, par exemple, je l'ai toujours tenu pour un crétin, prétentieux, pour l'animal de plus disgracié que je connaisse » (p. 571).
Le mariage se déroule en comité restreint : Gilbert, Isabel, Lydia, Ralph, Amy, Pansy. En 1876, après trois ans de séparation, et presque d'absence de communication entre les Osmond et les Touchett, Isabel retrouve (enfin) Warburton, Caspar, Ned. Il n'est pas indifférent que la rencontre improbable de Warburton et Isabel se déroule au Capitole, auprès de la statue du guerrier mourant. Warburton accompagne Ralph vers la Sicile, est-il affirmé.
Ralph a survécu dix-huit mois « pour connaître la suite du premier acte ». « Meurtri et ravagé, mais toujours sensible et ironique, [Ralph] avait un esprit libre, brillant et généreux, de la sagesse avant les lumières, et rien de la pédanterie, et pourtant il se mourait douloureusement » (p. 394) : « dégaine baroque, laideur, gaucherie, (…) efflanqué, amaigri, dégingandé ». Il continue à penser qu'Osmond est le « très humble larbin du monde » (p. 460) : indolence, « absence d'initiative », pose, impertinence, mystification.
Après peu de temps de mariage, Isabel a revêtu un masque de « sérénité figée », d'indifférence et d'exagération, de représentation de son seul mari. Elle mesure « l'ampleur de la déception » (p. 563) : « méfiance profonde envers son mari » (p. 495), « un abîme s'était creusé entre eux, (…) un sentiment d'échec, (…) c'était la maison de l'obscurité, la maison du mutisme, la maison de l'étouffement » (p. 500), « claquemurée dans une atmosphère de moisi et de décrépitude » (p. 503), « la faculté d'Osmond de flétrir tout ce qu'il touchait, de gâter pour elle tout ce qu'il regardait » (p. 491).. Elle comprend qu'il cherche à la prendre en faute, à se venger d'elle, à l'exiler (comme il exile sa sœur, et sa fille) : « vous avez une autre occasion de me méduser » (p. 563). Une cause parmi d'autres est qu'elle n'a rien fait pour imposer un mariage entre Pansy et Warburton...
Amy finit par lui révéler ce qu'elle aurait pu découvrir : la première épouse de Gilbert est morte en trois ans, sans enfant ; Pansy est la fille d'une seconde femme non épousée, Mme Merle : un déménagement a suffi à brouiller les pistes. Mme Merle, sans aucune parole, consciente de sa « noirceur » (p. 601). comprend la situation, et décide de retourner aux États-Unis. Quand Warburton lui annonce que Ralph est mourant, contre l'avis de son mari, elle se rend à son chevet. Ni Warburton ni Goodwood ne sauraient la retenir. Sûre de « ses incertitudes sur elle-même », elle sait qu'elle doit rejoindre son mari, se sacrifier encore une fois, s'éloigner de toute tentation, tenter d'empêcher Pansy d'être elle aussi sacrifiée et de se sauver peut-être.
« Je ne peux échapper au malheur, dit Isabel, et vous épouser serait un essai en ce sens » (p. 156).

## Traductions françaises
- Traduction de Philippe Neel, Stock, 1933
- Traduction de Claude Bonnafont, Liana Levi, 1995  (ISBN 2-86746-134-0); réédition, 10/18, 1996  (ISBN 2-264-02489-5) puis  (ISBN 978-2-264-05435-7)

## Adaptations
- 1968 : la BBC produisit une mini-série à partir de Portrait de femme, avec Suzanne Neve (Isabelle) et Richard Chamberlain (Ralph Touchett).
- 1996 : Portrait de femme, film américano-britannique réalisé par Jane Campion, avec Nicole Kidman (Isabelle), John Malkovich (Osmond), Barbara Hershey[1](Madame Merle) et Viggo Mortensen (Caspar Goodwood). Le film reçut un accueil mitigé du public et des critiques qui lui reprochent sa distance et son bavardage. James lui-même reconnaissait le manque de situations dramaturgiques de son roman. Comme il le pointe dans sa préface au roman dans la New York Edition, la meilleure scène du livre consiste en Isabelle sagement assise sur un fauteuil. Lorsque l'acteur Lawrence Barrett demanda à James d'adapter le roman en pièce de théâtre, celui-ci ne pensait pas cela possible.

## Note
1. ↑  Barbara Hershey est nommée à l'oscar de la meilleure actrice dans un second rôle pour son interprétation de Madame Merle.